# Gunnar Thoroddsen
Gunnar Thoroddsen (ˈkʏnar ˈtʰouːrɔtˌsɛn) (Reykjavík, 29 dicembre 1910 – Reykjavík, 27 settembre 1983) è stato un politico islandese, Primo ministro dell'Islanda per il Partito dell'Indipendenza dall'8 febbraio 1980 al 26 maggio 1983.
Thoroddsen è la persona più giovane che sia mai stata eletta all'Althing, il Parlamento islandese: quando fu eletto, aveva infatti solamente 23 anni. Svolse le funzioni di Ambasciatore islandese in Danimarca dal 1965 al 1969, quando concorse per la Presidenza dell'Islanda. Voleva succedere al suocero, Ásgeir Ásgeirsson, che ricoprì la carica di Presidente dal 1952 al 1968. Thoroddsen fu sindaco di Reykjavík dal 1947 al 1959 e Ministro delle Finanze dal 1959 al 1965. Fu Ministro dell'Industria e del Welfare nel governo di Geir Hallgrímsson dal 28 agosto 1974 al 27 giugno 1978.
Thoroddsen e Geir non furono in accordo, e ciò portò all'abbandono di Thoroddsen del Partito dell'Indipendenza, insieme al alcuni membri del Parlamento; formò un governo con il Partito Progressista e l'Alleanza Popolare, che sostituì il governo di minoranza di Benedikt Sigurðsson Gröndal. Formando il governo, Thoroddsen divenne il più anziano Primo Ministro dell'Islanda, all'età di 69 anni. Thoroddsen non concorse alle elezioni parlamentari del 1983 per malattia, e terminò la sua attività politica quando il suo governo fu succeduto da quello di Steingrímur Hermannsson.
Gunnar Thoroddsen morì nel settembre del 1983.
| Controllo di autorità | VIAF (EN) 45690316 · ISNI (EN) 0000 0000 2696 1871 · LCCN (EN) n83318644 · GND (DE) 1055393412 |